# TV2 (Mađarska)
TV2 je jedan od mađarskih nacionalno emitiranih komercijalnih televizijskih kuća, u vlasništvu TV2 Média grupė Zrt. Počela je emitirati 4. listopada 1997., tri dana prije početka suparničkog RTL-a.